# Mammillaria wrightii
Mammillaria wrightii (укр. Мамілярія Райта) — сукулентна рослина з роду мамілярія (Mammillaria) родини кактусових (Cactaceae).

## Історія

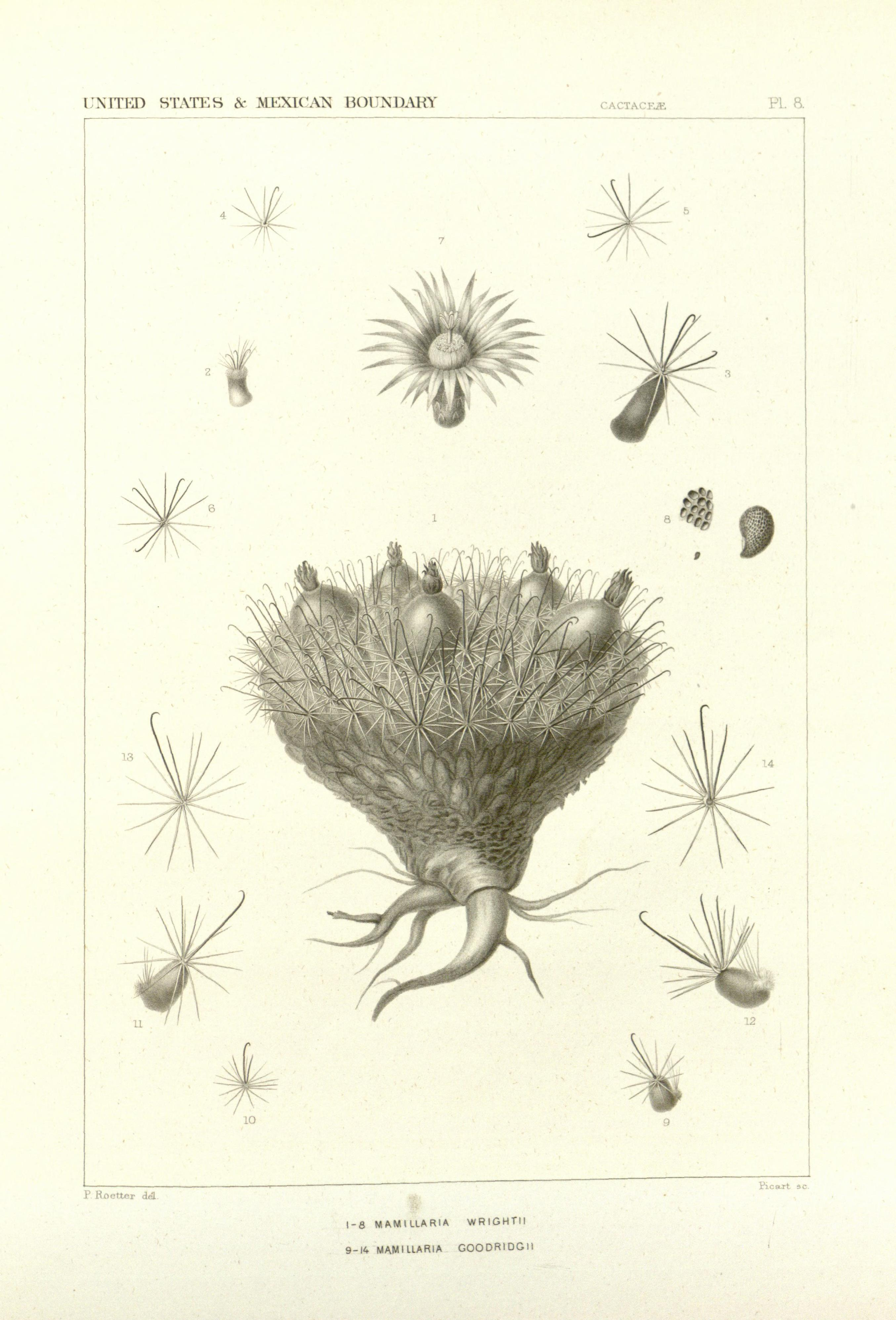
Ілюстрація у видані Джорджа Енгельманна «Cactaceae of the boundary» 1859 року

Вид вперше описаний американським ботаніком Джорджем Енгельманном (англ. Georg Engelmann, 1809—1884) у 1856 році у виданні англ. «Proceedings of the American Academy of Arts and Sciences».
Детально Mammillaria wrightii вивчив Аллан Дейл Циммерман (англ. Allan Dale Zimmerman; нар. 1928) в 1977 році.

## Етимологія
Видова назва дана на честь американського мандрівника та збирача зразків рослин Чарлза Райта (англ. Charles Wright; 1811—1885).

## Ареал і екологія
Mammillaria wrightii є ендемічною рослиною Мексики. Ареал розташований у центральній частині Нью-Мексико, в Аризоні та Техасі (США) та у штатах Сонора та Чіуауа в Мексиці. Рослини зростають на висоті від 1000 до 2400 метрів над рівнем моря в передгір'ї та горах, поблизу лісів Пондерози. Рослини здатні витримувати низькі температури.

## Морфологічний опис
| Орган              | Опис |
| Рослини            | Рослини поодинокі. |
| Коріння            | |
| Стебло             | сплюснуто-кулясте до коротко-циліндричного, в діаметрі 3-8 см.                                                        |
| Епідерміс          | темно-зелений. |
| Маміли             | циліндричні, без молочного соку.                                                                                      |
| Ареоли             | |
| Аксили             | голі. |
| Центральні колючки | 1-3, з гачками, темні, завдовжки 10-12 мм.                                                                            |
| Радіальні колючки  | більш-менш 12, білуваті, верхні трохи довше і з темними кінцями, завдовжки 8-12 мм.                                   |
| Квіти              | від відтінку маржента до яскраво-фіолетових, рідко білі, до 25 мм завдовжки і в діаметрі, частини оцвітини загорнуті. |
| Бутони             | |
| Зовнішні пелюстки  | |
| Внутрішні пелюстки | |
| Тичинки            | |
| Маточка            | |
| Плоди              | яйцевидно-кулясті, багрянисто, до 25 мм завдовжки.                                                                    |
| Насіння            | чорне. |

## Підвиди

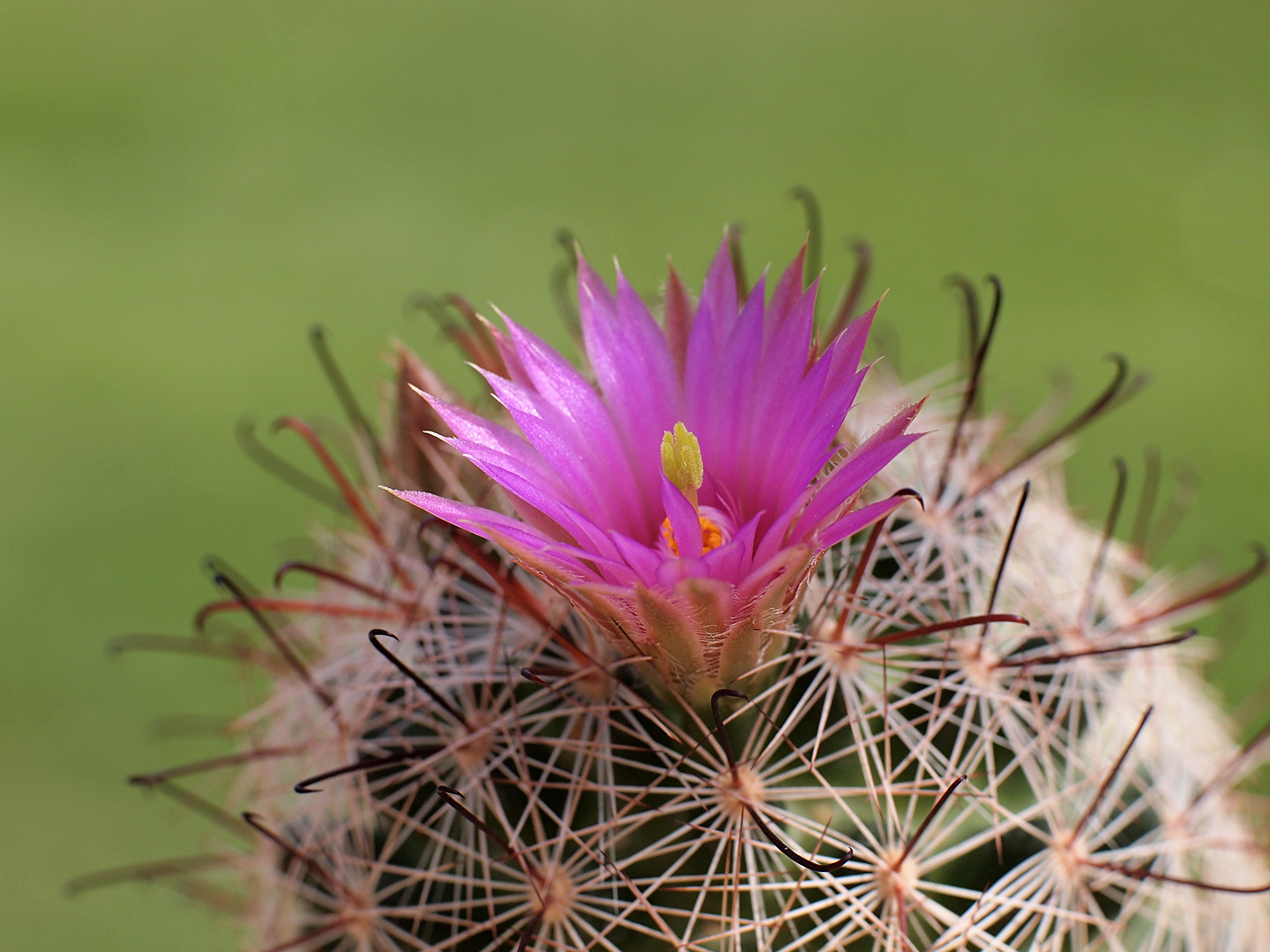
Mammillaria wrightii subsp. wilcoxii

Визнано два різновиди Mammillaria wrightii номінаційний підвид — Mammillaria wrightii subsp. wrightii і підвид wilcoxii — Mammillaria wrightii subsp. wilcoxii (Toumey ex K.Schum.) D.R.Hunt.

### Mammillaria wrightii subsp. wrightii
- Квіти — великі, кольору маржента або фіолетові.
- Плоди — великі, подібно винограду, майже 25 мм в діаметрі.
- Ареал зростання — широко поширена в Нью-Мексико, США та у штатах Сонора та Чіуауа в Мексиці.

### Mammillaria wrightii subsp. wilcoxii
- Квіти — яскраво-фіолетові або рідко білі.
- Ареал зростання — головним чином на південному сході Аризони, а так само на південному заході Нью-Мексико і в Сонорі та Чіуауа.

## Чисельність, охоронний статус та заходи по збереженню
Mammillaria wrightii входить до Червоного списку Міжнародного союзу охорони природи видів, з найменшим ризиком (LC).
Вид має дуже широкий ареал. Рослина рідкісна у всьому своєму ареалі, але популяція здається стабільною і великих загроз немає.
В Аризоні та Техасі Mammillaria wrightii занесена до переліку видів, що перебувають під загрозою зникнення.
Охороняється Конвенцією про міжнародну торгівлю видами дикої фауни і флори, що перебувають під загрозою зникнення (CITES).

## Використання
Вид раніше користувався популярністю серед місцевих аграріїв. Він згадується як об'єкт торгівлі в США.